# Рамсей, Уильям Митчелл
Сэр Уильям Митчелл Рамсей (Рамзай) (англ. Sir William Mitchell Ramsay; 1851—1939) — шотландский археолог и педагог, протестантский историк Церкви, исследователь Нового Завета.

## Биография
Родился 15 марта 1851 года в Глазго, Шотландия; был младшим сыном Томаса Рамсея. Его отец умер, когда ему было шесть лет, и семья переехала из города в загородный дом недалеко от Аллоа. Помощь его старшего брата и дяди по материнской линии, Эндрю Митчелла, позволила ему получить образование в гимназии.
Затем он учился в Абердинском университете и Оксфордском колледже. В 1874 году в Гёттингенском университете он изучал санскрит под руководством Т. Бенфея.
В 1880 году получил стипендию Оксфордского колледжа для путешествий и исследований в Малой Азии и Средиземноморье. В 1881—1882 годах вместе с генеральным консулом Великобритании в Анатолии сэром Ч. У. Уилсоном совершил два длительных путешествия по Малой Азии. Изучал памятники и топографию древних городов. Его целью было выяснение достоверности сообщений евангелиста Луки (которого считал великим историком) в Деяниях Святых апостолов о миссионерских путешествиях апостола Павла. Настроенный первоначально скептически он «постепенно убедился, что в различных подробностях это повествование обнаруживает поразительную истину», что оно отражает историческую реальность. В ноябре 1881 года он обнаружил два важнейших фригийских памятника – скальные гробницы, расположенные недалеко от центра города Афьон. Наиболее знаменитая его находка связана с доказательством реальности существования епископа Аверкия Иерапольского — это эпитафия святого Аверкия, считающаяся самой ранней идентифицированной христианской надписью. В 1883 году южнее Иераполя, в Синнаде, он нашёл 2 фрагмента эпитафии из 22 метрических строк с описанием трудов и путешествия Аверкия, почти полностью совпадавшим с приведённым в житии. В том же году он обнаружил эпитафию Сейкила.
В 1885 году Рамсей получил должность профессора классической археологии и искусства в Оксфорде, а в 1886 году стал королевским профессором (Regius Professor) гуманитарных наук в Абердинском университете. Был членом Линкольн-колледжа (почётный член с 1898 года).
В 1890 году он обнаружил надписи на неизвестном анатолийском языке, писидийском, описание которых опубликовал в 1895 году.
В 1906 году, в день 400-летия Абердинского университета, он был посвящён в рыцари за достижения в науке. Член научных археологических обществ Европы и Америки. Награждён золотой медалью папы Льва XIII (1893), медалями Королевского географического общества (1906) и Пенсильванского университета (1906).
В 1911 году вышел на пенсию. Скончался 20 апреля 1939 года.